# Jésuitisme
Le jésuitisme (néologisme créé en 1760 par l'avocat janséniste Louis Adrien Le Paige) est une approche ad hominem de problèmes de conscience qui fut promue par des jésuites du XVIIe siècle (jamais par la Compagnie de Jésus comme ordre religieux). Le mot semble avoir été utilisé pour la première fois en 1622.
Le jésuitisme n’est pas un système ni une école de théologie morale (et le mot ne se trouve dans aucun dictionnaire de théologie). Certains théologiens jésuites cependant, en vue de promouvoir la responsabilité personnelle dans le respect de la liberté de conscience, donnèrent une importance considérable à une approche strictement individuelle des décisions morales, et finalement développèrent une casuistique (études des cas de conscience) où les inclinations personnelles prenaient le pas sur la loi morale. Suivant les personnes et le directeur de conscience concernés on en arrivait à des décisions totalement opposées, même lorsque le problème posé était semblable. Ces décisions furent taxées de « jésuitiques » qui devint synonyme d'« hypocrite ».
Blaise Pascal, sympathisant janséniste, attaqua vigoureusement dans Les Provinciales (1656-57) ce qu'il jugeait être le « laxisme moral » de ces jésuites.